# Ostrzyca (województwo zachodniopomorskie)
Ostrzyca – (niem. Bernhagen, Kr. Naugard i. Pom.) wieś w Polsce, położona w województwie zachodniopomorskim, w powiecie goleniowskim, w gminie Nowogard, przy drodze wojewódzkiej nr 106 (Rzewnowo - Stargard Szczeciński - Pyrzyce).
| SIMC    | Nazwa    | Rodzaj  |
| ------- | -------- | ------- |
| 0780162 | Bromierz | kolonia |

W latach 1975–1998 miejscowość położona była w województwie szczecińskim.
Ostrzyca jest położona 8 km od Nowogardu. We wsi znajduje się kościół, cmentarz oraz dwa stawy. 